# Зубарєв Віктор Єгорович
Віктор Зубарєв (каз. Виктор Егорович Зубарев, 10 квітня 1973, Аксу — 18 жовтня 2004, Омськ) — казахський футболіст, що грав на позиції нападника, зокрема за клуби «Іртиш» та «Аполлон», а також за національну збірну Казахстану.
1999 року визнавався Футболістом року в Казахстані.

## Клубна кар'єра
У дорослому футболі дебютував 1993 року виступами за команду «Батир», в якій провів три сезони, взявши участь у 76 матчах чемпіонату.  Більшість часу, проведеного у складі «Батира», був основним гравцем атакувальної ланки команди.
1997 року приєднався до «Іртиша», у складі якого того року уперше виграв першість Казахстану. Наступного 1998 року грав у Росії за «Арсенал» (Тула) та «Локомотив-НН», звідки повернувся до «Іртиша», якому 1999 року знову допоміг здобути титул чемпіона країни. Його внесок у здобуття цього трофею був визнаний присудженням йому звання Футболіста 1999 року в Казахстані.
2000 року перебрався на Кіпр, уклавши контракт з «Аполлоном» (Лімасол). Відіграв за клуб з Лімасола наступні два сезони своєї ігрової кар'єри. Граючи у складі лімасольського «Аполлона» також здебільшого виходив на поле в основному складі команди і був одним із її головних бомбардирів команди, маючи середню результативність на рівні 0,55 гола за гру першості. 2001 року допоміг команді здобути Кубок Кіпру.
Повернувшись 2002 року на батьківщину, того і наступного року ще двічі виграв чемпіонат Казахстану у складі «Іртиша». 
2003 року перейшов до «Єсиль-Богатира», у складі якого встиг відіграти два сезони до своєї передчасної смерті. Помер 18 жовтня 2004 року на 32-му році життя у свої квартирі в російському Омську.

## Виступи за збірну
1997 року дебютував в офіційних матчах у складі національної збірної Казахстану.
Загалом протягом кар'єри в національній команді, яка тривала 6 років, провів у її формі 18 матчів, забивши 11 голів.

## Титули і досягнення

### Командні
- Чемпіон Казахстану (4):

«Іртиш»: 1997, 1999, 2002, 2003
- Володар Кубка Кіпру (1):

«Аполлон»: 2000-2001

### Особисті
- Футболіст року в Казахстані (1):

1999